# София Доротея фон Брауншвайг-Люнебург-Целе
София Доротея фон Брауншвайг-Люнебург-Целе (на немски: Sophie Dorothea von Braunschweig-Lüneburg-Celle; „Prinzessin von Ahlden“; * 10 септември 1666, Целе; † 13 ноември 1726, дворец Алден, Долна Саксония) от род Велфи („Нов Дом Люнебург“), е принцеса от Брауншвайг-Люнебург и чрез женитба принцеса на Курфюрство Хановер и от 1714 г. „de jure“ кралица на Великобритания. Тя е известна в историята като „Принцесата от Алден“.

## Биография
Тя е единствена дъщеря и наследничка на херцог и княз Георг Вилхелм фон Брауншвайг-Люнебург (1624 – 1705) и съпругата му хугенотката Елеонора д’Олбройз (1639 -1722).
София Доротея се омъжва на 21 ноември 1682 г. в Целе, против нейната воля, за братовчед ѝ трон-принц Георг Лудвиг фон Хановер (* 28 май 1660; † 11 юни 1727), от 1714 като Джордж I крал на Великобритания и Ирландия, син на херцог Ернст Август фон Хановер (1629 – 1698) и София Хановерска (1630 – 1714).
От 1691 г. Джордж I предпочита своята метреса Мелузина фон дер Шуленбург (1667 – 1743). След голямо скарване с нейния съпруг София Доротея отива през пролетта на 1694 г. при родителите си в Целе. Те се развеждат на 28 декември 1694 г., понеже тя има връзка с граф Филип Кристофер фон Кьонигсмарк (* 1665; † 2 юли 1694, убит), който е полковник в охранителната гвардия на херцог Ернст Август.
София Доротея фон Брауншвайг умира под арест на 60 години на 13 ноември 1726 г. в Алден, Долна Саксония. Поставена е в оловен ковчег в мазата и е погребана тайно през май 1727 г. в княжеската гробница в църквата „Св. Мария“ в Целе.

## Деца
София Доротея фон Брауншвайг и Джордж I имат две деца:
- Джордж II (* 30 октомври 1683, Хановер; † 25 октомври 1760, Лондон), крал на Великобритания, херцог на Брауншвайг-Люнебург, женен на 2 септември 1705 г. в замък Херенхаузен в Хановер за маркграфиня Вилхелмина Шарлота Каролина фон Бранденбург-Ансбах (* 1 март 1683; † 20 ноември 1737)
- София Доротея фон Брауншвайг-Люнебург (* 26 юни 1687, Хановер; † 28 юни 1757, Берлин), омъжена на 28 ноември 1706 г. в Берлин за пруския крал Фридрих Вилхелм I (* 14 август 1688; † 31 май 1740)

## Галерия
- София Доротея
- Филип Кристофер фон Кьонигсмарк